# Époux V.
L'arrêt Epoux V. est une décision rendue le 10 avril 1992 par le Conseil d'État français (recueil Lebon, 1992, p. 171), concernant la responsabilité du service public hospitalier.
Par cet arrêt, le Conseil d'État abandonne l'exigence d'une faute lourde pour engager la responsabilité du service public hospitalier en cas d'acte médical. Ainsi, lorsque les erreurs médicales commises constituent une faute simple, la responsabilité de l'hôpital peut être engagée.